# Клуб коллекционеров непочтовых марок
Клуб коллекционеров непочтовых марок (англ. Cinderella Stamp Club) — основанное 5 июня 1959 года в Лондоне (Англия) объединение филателистов, любителей и профессионалов, интересы которых лежат в области местных марок, телеграфных марок, железнодорожных марок, налоговых марок, фискальных марок, фальшивых, поддельных и фантастических выпусков, рождественских виньеток, виньеток Красного Креста, противотуберкулёзных виньеток и других благотворительных виньеток, регистрационных виньеток, рекламных и плакатных марок и многих других объектов — всё это так называемые непочтовые марки («Cinderellas of Philately»).

## Деятельность
Клуб коллекционеров непочтовых марок издает ежеквартальный журнал «Синдерелла Филателист» (The Cinderella Philatelist). На конец 2008 года в нем насчитывалось около 500 членов, из которых более 150 жили за пределами Великобритании.
В основных каталогах почтовых марок обычно не указываются непочтовые марки, кроме как на форзаце, поэтому клуб опубликовал множество справочников (зачастую написанных его членами) в тех областях, где ещё мало что было написано. Среди самых разных тем были марки Британской имперской выставки и виньетки Красного Креста Гастона Фонтаниля (Gaston Fontanille), или Деландра, как он предпочитал называться.
Клуб насчитывает четыре исследовательских группы по следующим направлениям: «Британские частные почты», «Первая мировая война», «Вторая мировая война» и «Телеграф и телефон». Каждая группа издает ежеквартальный информационный бюллетень, который является частью журнала «Синдерелла Филателист».
Среди известных членов клуба — братья Чарльз и Фрэнсис Киддл (Francis Kiddle).

## Членство в других организациях
Клуб является членом Ассоциации британских филателистических обществ (Association of British Philatelic Societies) и аффилированным членом под номером 91 Американского филателистического общества.

## Публикации

### Справочники в порядке нумерации
1. Tester, H. E. The Literature on Cinderella Philately. — 1972.
2. Connell, G. W. The Finnish Shipping Companies and their Stamps. — 1972.
3. Negus, James. Forgeries of China’s «large dragons» 1878. — 1978.
4. Jones, Lionel D. United Kingdom Savings Stamps, Labels and Coupons: A survey of small savings available to the working classes of Great Britain and Northern Ireland including a detailed listing of labels, coupons and stamps issued on a national basis. — 1979.
5. Rabinovitz, Charles D. Collecting Seals and Labels. — 1982.
6. Crane, Ian D. Index to The Cinderella Philatelist 1961—1985 and to The Private Post 1977—1985. — 1986. ISBN 0-9503811-2-8
7. Harman, Christopher G. Great Britain: The stamps of the circular delivery companies and their forgeries. — 1990.
8. Chatfield, Chris. Great Britain Commemorative Labels pre 1950 — A Catalogue. — 1991. ISBN 0-9503811-3-6
9. Annand, W. J. D. Christmas Charity Posts — The first decade: 1981—1990. — 1993. ISBN 1-85829-019-8
10. Sabey, Alan D. Great Britain. British Empire Exhibition Wembley 1924—1925 Publicity Labels. — 1994. ISBN 1-85829-040-6 (Supplement 1996 ISBN 1-85829-043-0)
11. Schmidt, Walter; Kiddle, Charles. Images of the Great War Volume III, an illustrated catalogue of Delandre’s Red Cross Vignettes 1914—1917. ISBN 0-9524655-0-7
12. Kiddle, Charles. Publications by Editions Delandre.
13. Schmidt, Walter; Kiddle, Charles. Images of the Great War Volume IV, an illustrated catalogue of Delandre’s Vignettes other than Military and Red Cross 1914—1917.
14. James, Michael. Index to the Cinderella Philatelist from 1986 to 2000 (Volumes 26-40).

### Другие публикации
- The Bulletin of the Fiscal Philatelic Society. — Vols 1-11. — 1908—1928. (Reprint 1980)
- Cumulative Index to The Bulletin of the Fiscal Philatelic Society; Volumes 1-2; 1908—1928. — Cinderella Stamp Club, 1982.